# Anthicidae
Anthicidae je čeleď brouků, kteří připomínají mravence. Čeleď obsahuje kolem 3 000 druhů a 100 rodů.
Dospělí brouci jsou všežraví a žerou malé členovce, pyl, houby a prakticky vše co najdou. Některé druhy jsou zajímavé jako přirození nepřátelé některých hmyzích škůdců, kterým likvidují vajíčka nebo larvy. Larvy rodu Notoxus byly pozorovány na hlízách sladkých brambor.
Synonyma čeledi jsou Notoxidae nebo Ischaliidae.